# Potlatch (Idaho)
Potlatch – miasto w Stanach Zjednoczonych, w stanie Idaho, w hrabstwie Latah.